# Retrom
Retrom Pașcani (fostă Întreprinderea de Traductoare și Regulatoare Directe - ITRD) este o companie producătoare de echipamente pentru automatizări industriale din România.
A fost înființată în anul 1979 și a a fost proiectată pentru producerea traductoarelor și regulatoarelor pentru instalațiile automatizate din toate ramurile industriale.
În anul 2003 a fost vândută omului de afaceri Ghiocel Asimionesei, fiind deținută de AVAS până la acel moment.
Asimionesei mai este acționar majoritar și la alte firme care au aparținut statului, printre care Ceproplast SA și Atom Service SA Cernavodă.
Familia Asimionesei, deține și ziarul Bună Ziua Iași, fost Ziua de Iași.
În iulie 2006, Retrom a achiziționat Uzina Mecanică Filiași, producătoare de armament și muniție, pentru suma de 1,4 milioane euro.
În anul 2009, o parte din fabrica Retrom Pașcani a fost tăiată și vândută la fier vechi.
Număr de angajați:
- 2009: 80[7]
- 2003: 370[8]